# Takanoella parvicornis
Takanoella parvicornis là một loài ruồi trong họ Tachinidae.